# Jaciment arqueològic de Pont de Riudellots de la Creu
Pont de Riudellots de la Creu és un jaciment a l'aire lliure situat a la C-150 a la sortida del poble de Palol de Revardit en direcció Olot. Està situat al municipi de Palol de Revardit a la comarca del Pla de l'Estany. Les seves coordenades UTM són X: 484800.00 Y: 4656450.00, està situat a una alçada de 135msnm.
Va ser descobert arran de les obres de remodelació de la citada carretera. El Sr. J. Abad, membre de l'associació Arqueològica de Girona va descobrir unes restes lítiques de quars, amb una suposada cronologia Paleolítica. Les restes que puguin quedar del jaciment es troben en els talussos del pont elevat que serveix per accedir al poble. Es tracta d'un jaciment probablement paleolític

## Les troballes
No s'ha pogut estudiar les restes trobades, es desconeix doncs si són d'origen antròpic o no. Contextualització cultural, mediambiental, econòmic, social i ideològic